# Santuário de Nossa Senhora das Preces
O Santuário de Nossa Senhora das Preces localiza-se na povoação de Vale de Maceira, freguesia de Aldeia das Dez, município de Oliveira do Hospital (distrito de Coimbra).
No braço estendido a poente do Monte de Nossa Senhora das Necessidades, ou como é também conhecido na região por Cabeço ou Monte do Colcurinho, o Santuário é um local de características únicas, testemunho de uma devoção e evolução ao longo dos séculos recentes que nos precedem.
No espaço, dos 650 metros de altitude até aos 750 metros, encontramos na parte inferior, uma imponente e verdejante arborização, constituída por variadas espécies exóticas e algumas árvores da região, e um conjunto de lagos em granito; nos patamares acima a igreja, o coreto, o lago do repuxo, o chafariz monumental, a gruta do Presépio, as capelas da Paixão de Cristo, a Albergaria (recentemente restaurada), alguns edifícios anexos e majestosas árvores seculares.

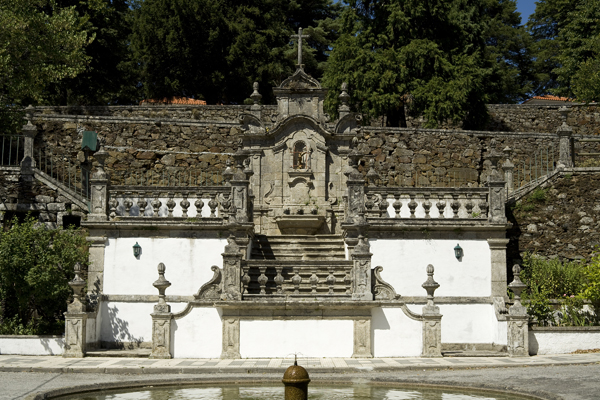
Fonte emblemática no largo do Santuário

## História
Reza a história de que Nossa Senhora das Preces apareceu a uns pastorinhos no ano de 1371, no alto da serra do Colcurinho, local que cedo se transformou em lugar de peregrinação, apesar de ser um sítio agreste e inóspito. Devido à inacessibilidade daquele lugar, em finais do séc. XVI ou princípios do XVII, a imagem foi transferida para uma pequena ermida situada em Vale de Maceira, local onde se viria a edificar o actual Santuário. Para não se perder a tradição do local onde Nossa Senhora tinha aparecido, no séc. XVIII, mais precisamente em 1762, mandou fazer-se uma capela no alto do Colcurinho, que posteriormente foi demolida e reedificada em 1894 para dar lugar à atual.   